# Cerrofuerte (Jerez de la Frontera)
Cerrofuerte es un calle del distrito centro en Jerez de la Frontera (Andalucía, España). Enmarcada en el barrio de San Miguel, la zona que comprende tiene una población de 1011 habitantes.

## Historia
Su nombre data de 1752, al ser el camino que llevaba a citado cerro. Otro nombre anterior a esta vía era el de Hoyanca, por conducir esta vía de la Cruz Vieja hasta la Hoyanca, un vertedero de materiales de construcción en el siglo pasado. Actualmente esta vía está constituida por dos calles,  Cerro fuerte y San Justo.
En el número 20 de esta calle, nació la Paquera de Jerez, una famosa cantaora española de flamenco.

## Cultura Popular
"Empredrara y Cerrofuerte
caminito de San Telmo
con la cruz sobre la frente.
Cuando canta la paquera
la gloria llena las calles
de Jerez de la Frontera."
Manuel Ríos Ruiz